# 堀部秀郎
堀部 秀郎（ほりべ ひでろう、1969年6月21日 - 2006年6月17日）は、日本のイラストレーター、キャラクターデザイナー。

## 略歴
デビューは、コミックマーケットで『BASTARD!! -暗黒の破壊神-』風のファンタジー同人漫画『エクリプス』を出していたところをスカウトされたのがきっかけ。やがて、『エクリプス』は『コミックマスター』（ホビージャパン刊）へ掲載される運びとなり、6話まで連載された。
その後、1993年9月号から2006年5月号まで（中断：1995年4月号 - 12月号）足かけ12年半に渡り、アダルトゲーム雑誌『PC Angel』（オデッセウス）の表紙原画を担当したことが、名前を広く知られるきっかけとなる。
仕事は表紙原画だけでなく、1998年発売のアダルトゲーム『臭作』（エルフ）ではキャラクターデザインを担当した。
その他、キャラクターデザイン代表作には『臭作』の続編に当たる『鬼作』（エルフ）、2003年発売のドリームキャスト・PlayStation 2用ソフト『インタールード』（インターチャネル、2004年にシャルラクプラスよりWindows版発売）などがある。
2006年には同年5月号をもって『PC Angel』表紙原画を降板。同年4月26日には初の画集となる『Yours』（ジャイブ刊）を刊行したが、同年6月17日に急性心不全により36歳で死去した。その訃報は、没後3週間を経た同年7月中旬に公式サイトで発表された。
かねてよりのファンの要望に加え、作者の死去が重なった『Yours』は、増刷を重ねることとなった。それを受け、2007年冬には画集第2弾『COLORS』が発売された。
ゲーム関連の仕事では2004年発表の『斑霧』（インターチャネル）が最後に発表されたタイトルであるが、2006年12月27日には『斑霧』公式サイトにおいて正式に開発中止が発表された。できあがっていた素材は、2007年3月1日に発売されたPlayStation 2用廉価版『インタールード』の初回限定版「パンドラBOX」付属の「『斑霧』&『インタールード』公式プレミアムブック」に収録されている。
『PC Angel』誌の表紙担当からの降板は、画業引退を考えてのものだったと『PC Angel neo』（2007年12月号）にて明かされている。

## 主な作品

### 漫画
- エクリプス　（ホビージャパン） - コミックマスター 10～17号に掲載　※17はキャラクター設定のみ
- 女子高生綾瀬和美の甘味な日常　（コミックガム）

### 表紙・挿絵
- PC Angel　（オデッセウス）
- 枠の外にある風景　（産業編集センター）　※著 - 石川寛之

### アダルトゲーム
- 臭作　（エルフ） - キャラクターデザイン・一部原画
- 鬼作　（エルフ） - キャラクターデザイン・一部原画・一部作画監督
- エルフオールスターズ脱衣雀　（エルフ） - 一部原画

### 一般ゲーム
- メルクリウスプリティ　（NECアベニュー） - ゲストキャラクターデザイン
- インタールード　（インターチャネル） - キャラクターデザイン・一部原画・総作画監督
- FRAGMENTS BLUE　（角川書店） - キャラクターデザイン・原画
- 斑霧　（インターチャネル） - キャラクターデザイン　※開発中止

### 同人ゲーム
- 天に高く 地に深く　（nuko） - キャラクターデザイン・パッケージイラスト
- 彼岸ノ此岸　（nuko） - キャラクターデザイン監修

### 画集
- 『Yours 堀部秀郎 ART WORKS』（ジャイブ） - 2006年5月4日初版発行　ISBN 4-86176-296-0
  - ポストカード3枚入り! ArtClip DVDデジタル画集『Yours 堀部秀郎 ART WORKS』（サクセス） - 2007年5月25日発売[1] AS-0001
- 『Colors 堀部秀郎 ART WORKS②』（ジャイブ） - 2007年12月30日初版発行　ISBN 978-4-86176-413-4